# COM (雑誌)
『COM』（コム）は、1967年から1973年まで虫プロ商事から発刊された漫画雑誌。
「COM」は、COMICS（まんが）, COMPANION（仲間・友だち）, COMMUNICATION（伝えること・報道）の略だという。発行は、1966年に旧虫プロダクションから分離した虫プロ商事。
刊行期間は、1967年1月号 - 1971年12月号。1973年に8月号として、1号だけ復刊された（1973年8月1日発行）が、その後、虫プロ商事は倒産した。創刊編集長は山崎邦保、1969年4月号から石井文男。姉妹誌に、虫プロ商事から1969年4月に創刊された少女漫画雑誌『月刊ファニー』と幼年漫画雑誌『月刊てづかマガジンれお』がある。
本項では、コミックマーケットの源流となった読者投稿コーナー「ぐら・こん」についても解説する。

## 概要
「描きたいものが書ける雑誌」および「新人を育てる雑誌」として、手塚治虫が、虫プロ友の会発行の会報『鉄腕アトムクラブ』を発展解消する形で創刊した。「まんがエリートのためのまんが専門誌」がキャッチフレーズ。1964年に先行して創刊された『月刊漫画ガロ』を強く意識して、両誌はライバル関係と目された。
手塚治虫の「火の鳥」（黎明編・未来編・ヤマト編・宇宙編・鳳凰編・復活編・羽衣編・望郷編・乱世編）を看板作品とした。これはライバル誌の『ガロ』の看板連載だった白土三平の「カムイ伝」に対抗する形だったとされる。ただし、学生運動を盛んにしていた全共闘世代は劇画世代であり、既に手塚治虫は古いとされ、『ガロ』は愛読したものの『COM』は馬鹿にされていたという。
「火の鳥」以外には手塚治虫の旧作の復刻、手塚治虫と関わりのある著名作家陣が執筆した作品が誌面を飾った。石森章太郎「章太郎のファンタジーワールド・ジュン」「サイボーグ009 神々との闘い」、永島慎二「漫画家残酷物語」「フーテン」、出崎統「悟空の大冒険」などが連載された。石森と永島の起用は手塚の指名による。その他、松本零士も登場している。手塚治虫とトキワ荘に関わりのある石森章太郎、赤塚不二夫、鈴木伸一、つのだじろう、寺田ヒロオ、藤子不二雄（藤本弘、安孫子素雄）、水野英子ら計12名の作家による競作漫画「トキワ荘物語」もこの雑誌で発表された。
既存の漫画家の作品に加えて、COMからデビューした新人作家による作品がCOMの両輪として人気を博した。登竜門としてのCOMから巣立った作家としては、青柳裕介、あだち充、市川みさこ、居村真二、岡田史子、加藤広司、コンタロウ、竹宮惠子、能條純一、日野日出志、諸星大二郎、やまだ紫、長谷川法世、宮谷一彦、西岸良平らがいる。
虫プロ商事の倒産後、『COM』は自然消滅の形になっていたが、2011年9月20日、38年ぶりに『COM 〜40年目の終刊号〜』（霜月たかなか・編）として、朝日新聞出版より最終号が発売された。ただし書籍としての発売で、厳密な意味での「終刊号」ではない。内容は『COM』連載の再録の他、漫画家・編集者などによる証言、歴史的意義の検証、資料集などとなっている。

## 執筆陣
- 青柳裕介
- あすなひろし
- 石森章太郎
- 岡田史子
- 樹村みのり
- 楠勝平
- 坂口尚
- ジョージ秋山
- 手塚治虫
- 永島慎二
- 長谷邦夫
- 萩尾望都
- 樋口太郎
- 日野日出志
- 真崎守
- 松本零士
- 宮谷一彦
- 諸星大二郎
- 矢代まさこ
- やまだ紫

## ぐら・こん
「ぐら・こん」（グランド・コンパニオン）は、『COM』誌上で真崎守が峠あかね名義で指導した読者投稿コーナーの名称。「日本全国のまんがマニアの集まりの場」として、漫画家、漫画家志望者、読者、批評家を全国的に組織化するという野心的な構想の名前にもなった（1967年3月号）。
前史として、寺田ヒロオに師事していた中部日本児童漫画研究会未完成倶楽部（1955年1月発足）制作による肉筆同人誌『未完成』が5号まで発行後、『すくりぷる』に発展。峠あかねが参加し、漫画評論など読み物記事が増加。発展して真崎守が代表を務める全日本児童漫画連盟（グランド・コンパニオン）が発行する『ぐらんど』が生まれ、全国の同人グループをまとめ、評論、ルポタージュ、まんが研究資料作成を行った。この活動を引き継ぐ意味で『COM』誌上で「ぐら・こん」が展開された。
当時、勃興途上にあった漫画同人誌にとって、『COM』という発表の場を与えられ、商業デビューの道が開かれたこと、そして全国の同人作家の交流が実現した意義は大きかった。「ぐら・こん」構想は不十分なまま挫折したが、やがて「日本漫画大会」を経て、漫画同人誌を売買するための催し、すなわち「コミックマーケット」の開催に繋がって行く。
「ぐら・こん」が輩出した漫画家としては、吾妻ひでお、飯田耕一郎、市川ジュン、勝川克志、河あきら、樹村みのり、忠津陽子、あだち充、山岸凉子、竹宮惠子、諸星大二郎などがいるほか、いしいひさいちは高校時代に「ぐら・こん」の基礎コースに2度入選したことがある。

### 「ぐら・こん」の全国支部
「ぐら・こん」は地域別による支部制をとり、1967年3月号で「北海道支部、東北支部、東京支部、関東支部、中部支部、近畿支部、中国支部、四国支部、九州支部」の募集が行われたが、実際に設立され活動したのは東京支部（1967年6月号）、関東支部（1967年6月号）、北海道支部（1967年7月号）、中部支部（1967年11月号）、関西支部（1968年4月号）、宮城支部（1968年11月号）、山形支部である。
- 北海道支部は会誌『ミロ』を発行。1967年9月下旬、札幌市中央区北3条の喫茶店「雪印パーラー」にて「まんがマニアの集い!」を開催した。『北海タイムス』に写真入りで活動が紹介されたこともある。

- 東京支部は1967年10月22日に新宿の喫茶店「コボタン」で幹部会を開催。グループ新聞『ぐら・こん東京』を発行した。初代支部長は日野日出志。

- 関東支部は毎月1回、第1日曜日にコボタンで会合を開催した。会誌は『速報』（回覧誌）、『VIVA』、告知用の新聞『ふぁんだむ』。途中から会合は新宿の名曲喫茶「ウイーン」に変更された。

- 中部支部は1968年1月1日に正式に発足する。支部を愛知、静岡、新潟、長野など各々の県別にわけ、各グループにリーダーをおいた（会誌は各々の支部で編集）。作品は肉筆回覧誌『一番電車』の形で発表され、1968年1月5日には『一番電車』の創刊号をもって『COM』編集部を訪問、1968年6月には『一番電車』の2号を発行した。

- 関西支部は1968年3月31日に第1回総会を開催、初代支部長は作画グループ代表のばばよしあきが務めた[8]。その後、会誌『ぐるーぷ』創刊号を1968年8月に出版する[8]。同誌は貸本出版社の曙出版を通じて流通したので貸本屋に並んだ。1969年7月には『ぐるーぷ』2号を出版[8]。1971年8月28日には大阪府教育会館にて同人誌即売会を含む漫画イベント「まんがフェスティバル」を開催した。

- 山形支部は1971年8月に討論会を開催する。

### 終焉とその後
「ぐら・こん」は1971年末の『COM』休刊と共に本誌から切り離され、事実上の終了となった。一方で「ぐら・こん」を継承しようとする動きもあり、「ぐら・こん」の関西支部長だった中島隆は「ぐら・こん」を引き継ぐ内容の同人誌を企画し、『マンガジュマン』に次いで『あっぷる・こあ』を創刊した。しかし主要スタッフの高宮成河が方向性の違いを理由に離脱したことで、1975年にこれも行き詰まる。中島は後継者を募り、8月か9月に集会を開いたが、応じる者はいなかった（この時に集会で接触した漫画批評集団「迷宮'75」の原田央男、亜庭じゅん、米沢嘉博らは、すでにコミケットの開催に向けて動いていた）。結局、九州支部長だった人物が引き継ぐことになったが、この『新生ぐらこん』も2号で消え、完全に途絶えた。
「ぐら・こん」の遺志を引き継ぐ形で、第1回コミック＝マーケットが開催されたのは、1975年12月21日のことであった。

## 備考
- 作家のさくまあきらは同誌を編集部にまで買いに行くほどの愛読者で、休刊後に同様の趣旨の雑誌『マンガハウス』を創刊した。
- 休刊した当時、手塚は新作の不振続きに加え、アニメーション事業の低迷（その後、旧虫プロダクションは1973年に倒産）など不運が続いた為、後年この頃を「冬の時代」と語っていた。
- 2015年4月8日にはちくま書房より『COM傑作選 上下巻』が発売された[10][11]。